# エル・タヒン

エル・タヒン(El Tajin)の位置図

エル・タヒン (El Tajín)は、古典期後期 (A.D.600-900) から後古典期前期 (A.D.900-1200) まで繁栄した祭祀センターであり、世界遺産に登録されている考古遺跡の一つである。ベラクルス州、パパンテカ山塊 (Sierra Papanteca) の脇、パパントラの町の南西8kmにある、二つの渓谷の間の北緯20°38′35″、西経97°22′39″の地点に位置する。エル・タヒンという名称は、タヒンと呼ばれる12人の老人がこの遺跡に住んでおり、彼らは雷雨の神であるという地元のトトナク族の神話伝承に由来している。前述のように現在トトナク人が近隣に住んでいるため、トトナク人の建てた都市とされてきたが、最近の研究の成果に伴いマヤ系のワステカ人によって建設されたものではないかという説が有力になりつつある。

## 研究史
エル・タヒンの存在は、1785年にスペイン人技術者のディエゴ・ルイスによって初めて報告された。その後、1811年にドイツ人の地理学者で自然科学者であるアレクサンダー・フォン・フンボルトが訪れたのをはじめ、博物学に関心を持つ旅行家のファーザー・マルケス (Father Marques) 、写真家のテオベルト・マーラー (Teobert Maler) 、画家のCharles Nebelなどが訪れている。Nebelは、版画を1839年に公表している。エル・タヒンの石彫の図像研究を最初におこなったのは、エレン・スピンデンでその成果は1930年代のはじめごろに発表されている。アウグスティン・デ・ラ・ベガ (Agustín de la Vega) が壁龕のピラミッドの補強をはじめとして、エル・タヒンの建築物と石彫についての集成を作成している。1939年からJosé Garicia Payonがエル・タヒンの北半分にあたるタヒン・チコのうち、南側の低い部分にある建造物A,B,C,D,Kとその南側に見下ろす位置にある壁龕のピラミッドをはじめ、3,4,5,15,23号の11ヶ所の建物の補強と復元を行なった際に、建物の層位的な前後関係と、テオティワカンの建造物との比較研究を行っている。
土器の研究は、ウィルフリッド・デュ・ソリエ (Wilfrido Du Solier) によって1939年からはじめられ、その成果は、1945年に国立人類学歴史学研究所（INAH）の年報で報告されている。その後Krotserによって1970年代にまで受け継がれ、土器の出土量から人口の推定も行われた。
さらに1984年にINAHとベラクルス大学によってProjecto Tajinとして測量、発掘調査を含めた全般的な調査と壁龕のピラミッドの修復が行われている。

## 編年

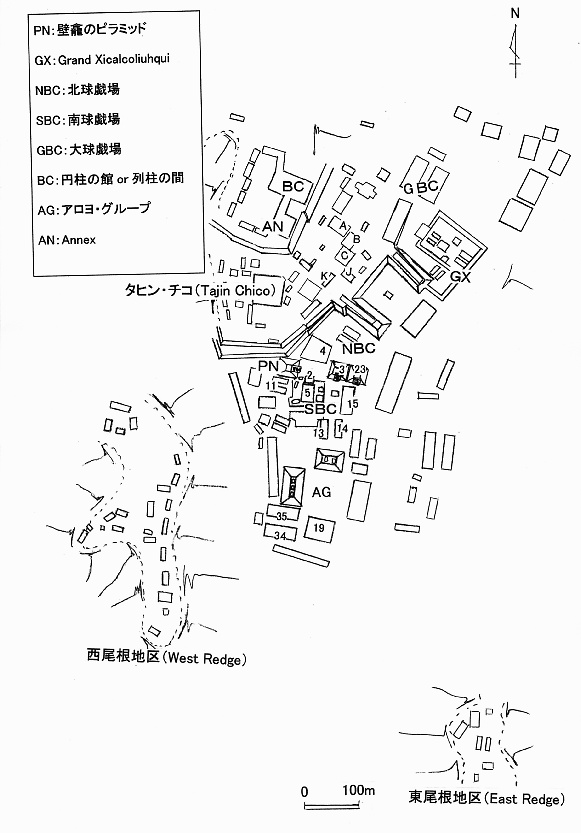
エル・タヒンの遺構配置図

エル・タヒンの居住は、先古典期後期から原古典期ごろに始まり、全盛期にはその中核部59haに及ぶ都市に発展した。エル・タヒンを支える後背地には、数千haにわたって集落が散在していた。
先古典期後期から原古典期並行の時期には、壁龕のピラミッドと建造物4号の下層神殿が造られた。エル・タヒンの建築活動がさかんになるのは古典期前期からで、この時期に南半分の建設活動が行われた。その段階では、主軸方位は北から東へ20°ずれた方向に建造物が造られた。青いピラミッドと称される建造物3号が壁龕のピラミッドの前に造られた。
古典期前期のエル・タヒンの中央部には、「大広場」(Great Plaza) が設けられ、広場の東西南北は、アロヨ・グループ (Arroyo Group)と呼ばれる18,20,19,16号の四つのピラミッド神殿に囲まれている。そのまわりには、二つの球戯場をはじめとして北から東へ20°ずれた方向どおりか垂直方向に建物が築かれている。この時期の建物は表面に石を張った内部に瓦礫のような充填物を詰めていて、先古典期終末ころの遺物を含んでいる。
古典期中期になるとタヒン・チコを中心とした北半分が建築活動の中心になり、建物の主軸方位は主として東へ45°傾いた方向に変わっていく。北の球戯場、Great Xicalcoliuhquiがタヒン・チコから東へ見下ろす位置に造られるが主軸方位は同じである。タヒン・チコ自体は、王や貴族、神官などの支配階層の居住区として、南半分からは意識的に切り離す形で建設された。南側では壁龕のピラミッドがこの時期に完成している。
エル・タヒンは、古典期後期から終末期にかけて全盛を迎えた。その当時は人口2万人に達したと推定され、エル・タヒンが建設された谷の低い部分やタヒン・チコの低い部分が埋め立てられる大規模な整地工事が行われた。そのような整地工事が行われた際には、古い建造物が埋められたり、その材料が使われた。例えば、タヒン・チコの中段にあたる基壇を調査すると、充填物の中から古典期前期の土器が出土するのはその好例である。この全盛期の年代については、整地工事の行われた年代は考慮されていないものの、ブリュッゲマン (Brüggemann) による復元調査プロジェクトで、ベラクルス州各地の古典ベラクルス文化の諸遺跡の年代から検証された、紀元800年から1150年という年代が与えられている。この年代は1930年代後半に行われた発掘調査によって層位が検証されてつくられたエル・タヒンの編年とも一致している。タヒン・チコは継続的に造成されたと思われ、分厚いコンクリートの覆いのなかから古典期後期から終末期を中心とする多量の土器が検出される。
しかし、この全盛期の直後、支配階層の宮殿などの建物やそういった建物に施された漆喰の浮き彫り、宗教的に聖とされる空間、記念碑、支配階層の権威を表す基壇の上に建てられた石碑、石彫などが意識的に破壊されたり、ひっこぬかれて別の場所に移動もしくは廃棄されていることがわかっている。
エル・タヒンの遺跡の表面では、古典期終末期から後古典期の土器が拾えるが、エル・タヒンの周辺部の居住区にともなうものと考えられる。後古典期の終わりごろになると、エル・タヒンの南半分の周辺部分にある建物が使われたことがわかっている。エル・タヒンの南半分に対し比高差30m（標高170m)で西側に位置する「西尾根地区」は、支配階層の倉庫と考えられ、そこから検出される遺物や炭化物のC14年代を測定すると古典期中期に相当する年代測定結果が得られている。

## エル・タヒンの建築、美術、出土品など
エル・タヒンの大きな特徴は、ティカルのようにいくつかの通りで建造物のグループが結ばれたり、テオティワカンにみられるような大通りのようなものが存在しないことである。そこから考えられるエル・タヒンの都市計画思想は、エル・タヒン自体と外部を結びつけることは考えておらず、さまざまな大きさの空間をむすびつけて循環させるシステムであったと考える研究者もいる。一方で、発掘調査などの成果によって、熱帯気候の激しい雨から排水するシステムなど建物を保護するための構造があったことが明らかになっている。

### 建造物の全般的な特徴

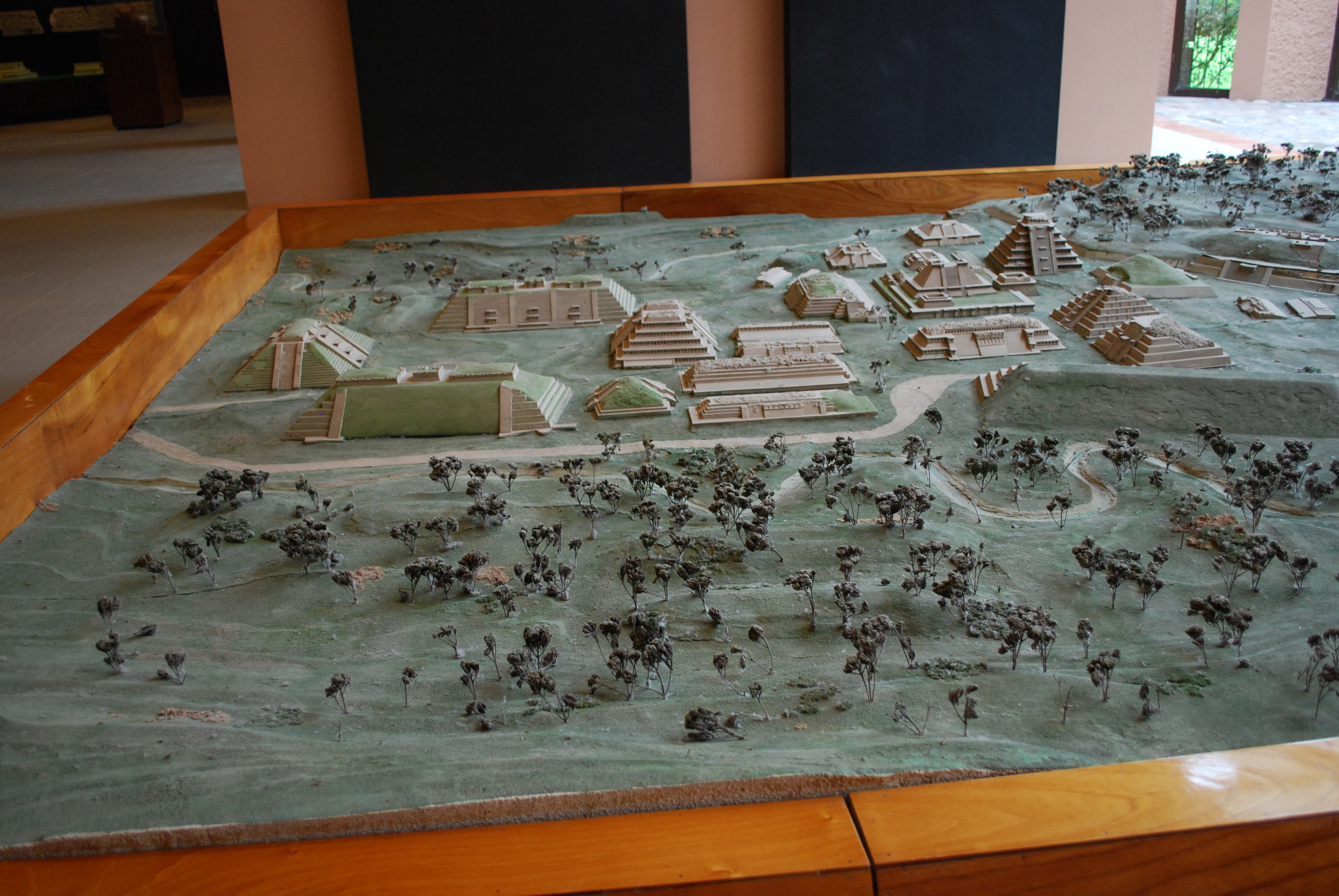
エル・タヒンの都市モデル

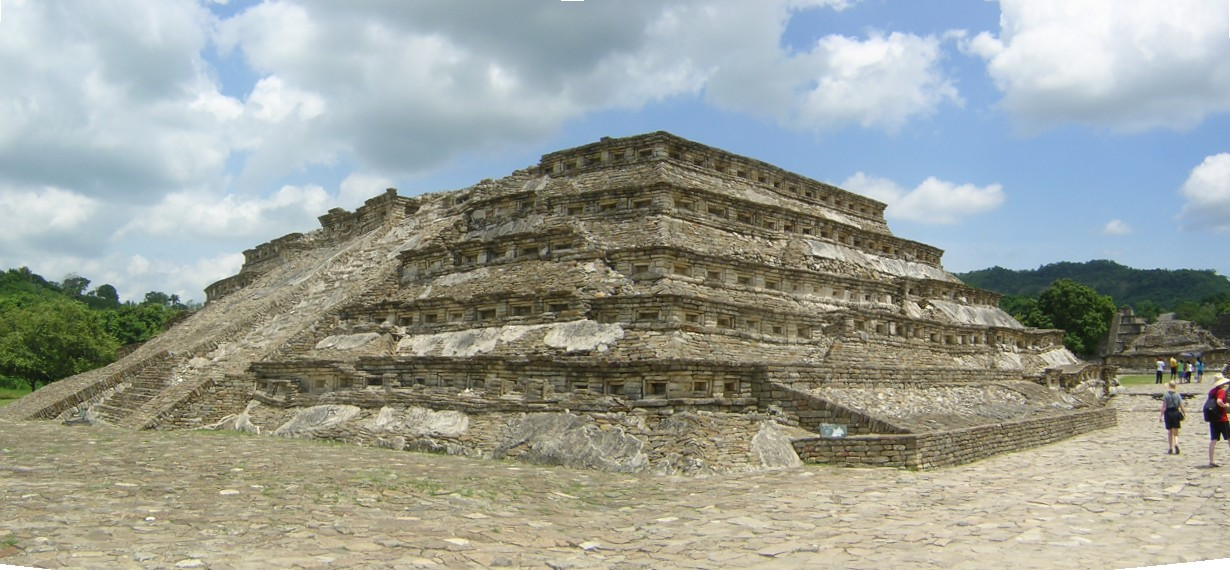
エル・タヒンの建造物のひとつ（アロヨ群の第16号建造物）。タルー・タブレロ式の階段状の基壇のタブレロ部分の壁面に正方形に近い壁龕が窓のように設けられている様子がわかる。

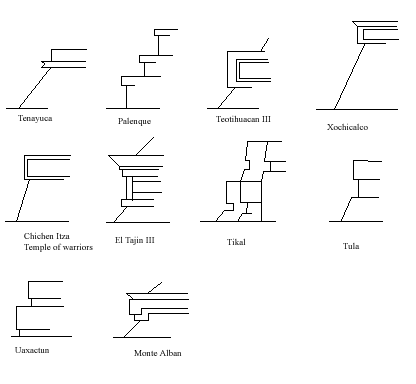
メソアメリカの建造物にみられるタルー・タブレロ建築の種類。エル・タヒンのものは中段に挙げられている。

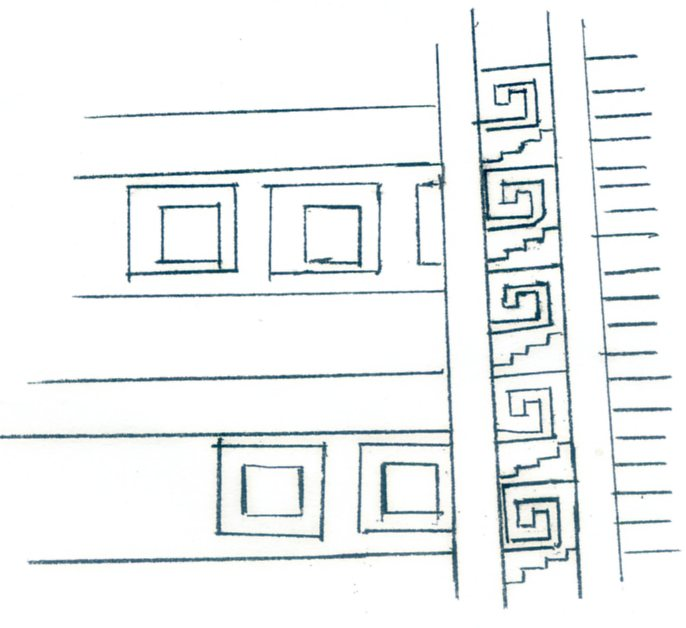
「壁龕のピラミッド」欄干部分の階段状文様や雷文のレリーフ

エル・タヒンの建築物は、斜面状の基壇の上に長方形の基壇を載せたいわゆるタルー・タブレロ基壇の上にタルー部分をそっくり逆さにしたような“ひさし”状の部分を付けることにひとつの特徴がある。もうひとつ目立った特徴として、タブレロ部分に装飾的なニッチ（壁龕）を用いていることが挙げられる。かってそのような神殿の外壁には漆喰が被せられていた。エル・タヒンの階段状ピラミッドは、表面を切り石で覆って、内部に土と荒石を用いて、長方形の「広場」を囲むように建てられていることが多い。エル・タヒンのピラミッド基壇は、石灰岩で造られ、石材を繋ぐ目地部分には一種のセメントが用いられ、建物全体は、たいてい赤色に塗られたが、黄色や青が使われることもあった。建物の継ぎ目などからはみ出そうとしているセメント（凝固材）をバスケット（編みかご）や木の葉を使って押し付けている痕跡を見ることができる。建造物を造る際の土やセメントを運ぶのにバスケットを使っていたことを窺わせるものである。
両脇に欄干状の施設をもつ階段が正反対の方向に対になってつくられ、欄干の部分には、階段状の文様や格子状の文様が施された。階段の真ん中部分には建物のタブレロ部分をまねたような壁龕をもつ施設が何段にもわたって造りつけられている。この造り出しは構造的には神々のいる異界、天界など聖なる場所へ向かっていく儀式に使われた施設と考える研究者もいる。このような建造物の特徴は、エル・タヒンの衛星都市と思われる遺跡やベラクルス州の古典期の遺跡にみられる。
また、王、貴族、神官などの支配階層の居住区ないし行政的な機能をもつと推定される施設の建物の近くには球戯場が設けられている。球戯場は壁面が直立しているもの、壁面が斜面になっている部分のうえに垂直な部分設けられているもの、二つの基壇が向かい合っているものなどがみられる。しかし、ボールを入れるための「輪」がみられないため、マイケル・コウなどの研究者は、「アチャ（斧）」がその代用として球戯場の得点をつけるためにおかれた標的だったのではないかと考えている（コウ1975,p.137）。
タヒン・チコは、小高くなった自然地形を利用し、標高150mから170mの部分に建造物AからVまでのピラミッドや神殿が築かれている。テラス状に小高くなった自然地形を利用し1mごとに幾層にも積み重ねられて、この都市全体で最も壮大な支配階層の居住区及び行政的な建築物が集中している。タヒン・チコの建物の表面はアスファルトで塗り固められている。
エル・タヒンの建築物には、もともとは塗色されており、ほかには装飾として壁画、レリーフが施されている。たいていは赤く建物を塗っていたが、建造物3号にみられるように青を全体に塗ったり、部分的に青や黄色が使われることもあった。そのほかには幾何学的な文様や壁龕を強調する場合に、色を対照的に使い分けていることがある。
「壁龕のピラミッド」は、六段の基壇を持ち、現在高さ20mが残存している。建造時の古典期中期から後期の段階ではもっと高く、全体的に赤く塗られていて欄干部分は青く塗られていたと考えられている。現在は失われている基壇の上にはもともと神殿がありその壁龕の数と基壇のタブレロ部分の壁龕の数、さらに入り口部分の壁龕の数を加えると365になり、それぞれの壁龕は、太陽暦の特定の日を表していたと考えられ、それぞれの日に宗教的な意味合いがあるために象徴的に赤や青などの色で塗り分けられていたと考えられている。内面、外面及び階段全体は漆喰画法や乾いた石膏に色を塗る技術によって多彩色な壁画で彩られていた。
「壁龕のピラミッド」の周囲からは、マヤの王に酷似したような正面を向いた王の姿を丸彫りにした石彫が検出されたり、エル・タヒンの先祖の王が神々に扮している姿や神聖な儀式に関するレリーフが刻まれた石板が集中していることから、研究者たちは、一種の「聖域」であったのではないかと考えている。

### 壁画
壁画の題材は、階段状の雷文や渦巻き文様のような幾何学文だけでなく、数は多くないが神々が人間の姿を模して描かれたるような神話のようなひとつの物語を表現したもの、歴史上のできごとを表現しているとおもわれるものもみられる。壁画の優品は主としてタヒン・チコにある貴族階層が使用した建物の内壁に見られる。
壁画が詳細に描きこまれた建物は重要なものであったと考えられる。一番保存状態が良好なのは、タヒン・チコの建造物Jの中央部にある支配階層が会合につかったと思われるU字状の部屋にある壁画である。描かれているものは超自然的な存在であると思われ、羽毛つきの頭飾りをした「神」とマスクをつけた「神」が交互に組になって描かれている。また、本来どこの場所にあったのかはわからないが軍勢がのぼりや槍をもち行列をつくって威儀をただしているような場面や儀礼の際の重要な持ち物をもっている人物が並んでいる様子を描いた壁画の破片も存在する。

### エル・タヒンの石彫及び遺物

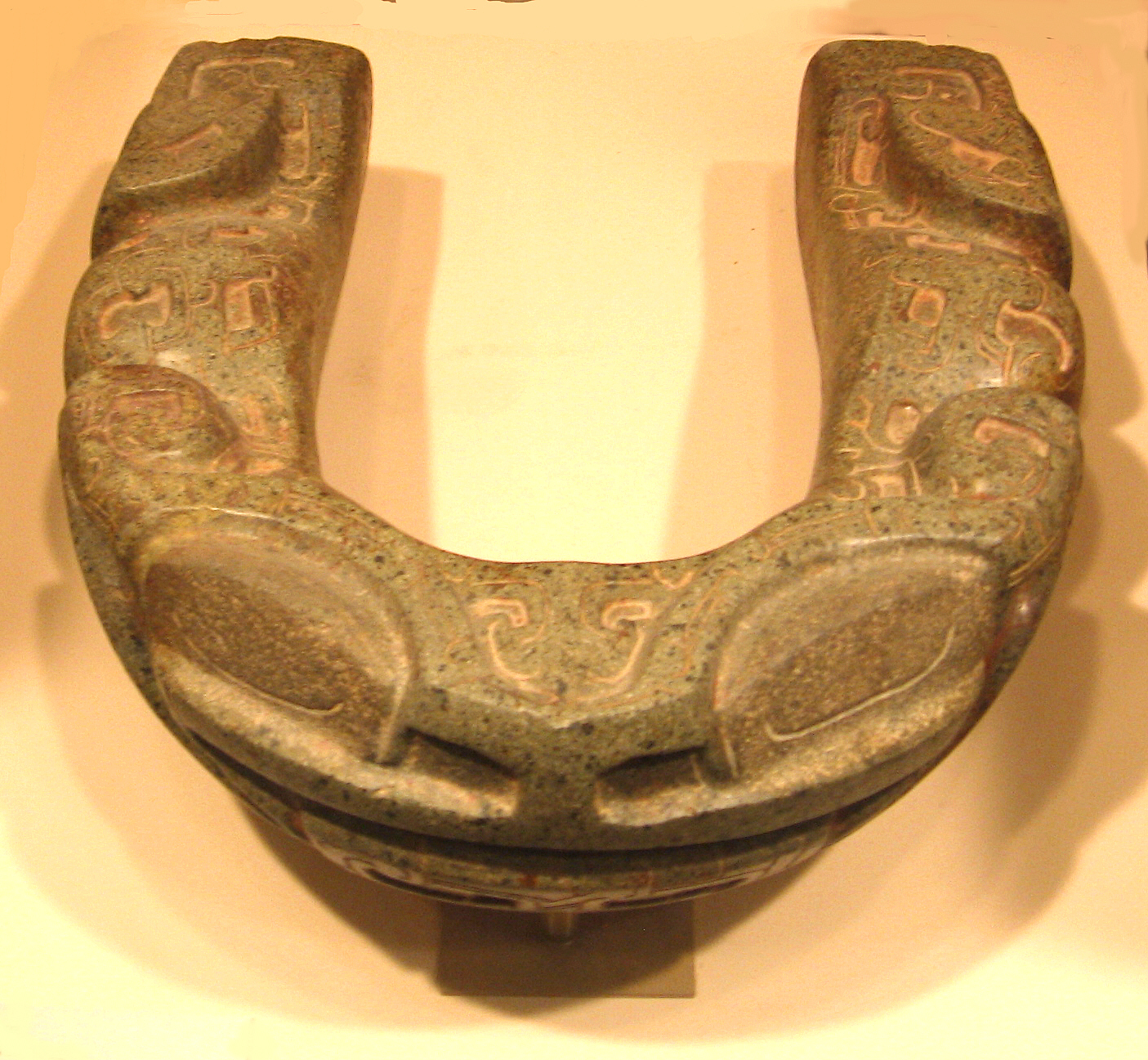
カエルのモチーフの「ヨーク（くびき）」。実際に球戯に用いられたヨークは木製であった。

エル・タヒンの建造物、石彫、土器、土偶などの土製品は、塗色したり、二重の輪郭線を用いたり浅い浮き彫りを施している。渦巻きや曲線を用いた意匠や羽毛などが彫刻や壁画に描かれた人物がまとう頭飾りや衣裳につけられる装身具として描かれるほか、建物や動物、植物を表現したものもみられるが、いずれも儀式や神々を表現する文脈で描かれている。
エル・タヒンでは、破壊や後述するような建物の「更新」が行われたので、石材の中には、再利用されたり、もともとの場所から遠くまで動かされたと思われるものが見られる。たとえば、神殿の階段の基部に投捨てられたような状態で発見された玄武岩を用いた石柱などがみられ、もともと原位置にあったのではないことが明らかである。マヤ遺跡で見られるように独立して建てられた石彫も球戯場を含め遺跡のなか散見される。後述する「円柱の館」や球戯場には、壁面に埋め込まれたみごとな彫刻が見られ、特に南球戯場のものは圧巻である。

#### エル・タヒンの土器と土偶
先古典期末段階で、古典期のエル・タヒンの特徴的なカオリンを含むネガティブ技法の祖形になる土器がトレス・サポーテスやセロ・デ・ラス・メーサスで現れる。
古典期前期から中期の整地層にテオティワカン独特の円筒型三足土器やカンデレロなどといっしょに黒色土器が共伴している。カオリンを含む白い下地をネガティブ技法によって黒く塗られた表面から浮き立たせる。この土器は、この時期普通に使われ、後古典期まで続く。土偶については土が充填されている、ないし内部が空洞ではない土偶である。
黒色、橙色、赤色に器面が磨かれ 口縁部が花を開くように外反する平底の鉢やolla（なべ）と呼ばれる巨大な甕がエル・タヒンを含めたベラクルス地方の広い地域にわたって普遍的かつ多量に出土する。
粗い外面を持ち赤みを帯びた橙色で平底のたらい状の土器は、トルティージャを食べるために用いた器と考えられ、時期が降るにつれて内面を塗色しなくなる。支配階層の居住区から球形をしていて焼成の良好な胎土で造られた三足土器がみられる。そういった土器の外面には数字や名前と一緒に儀礼の方法を表現したと考えられるレリーフが刻まれていることもある。破片としてよく発見されるのは底部の砕片、底部から胴部にかけての部分、塗色され磨かれた肩の部分などである。
古典期の終末から後古典期にかけては、胎土の良質で、器面をまず白く塗ってから橙色に塗り、表面を掻き落して下塗りの白い色を刻線状にみせる土器（イスラ・デ・サクリフィシオスI式）が造られる。土偶は、鋳型を使うようになって、中空になっているものが目立つようになる。またSonrientes（にこやかな表情）と呼ばれる微笑を浮かべたタイプのものが、エル・タヒンとパパロアパン流域を中心に分布している。後古典期独自の土器としては、後述する「円柱の館」からエル・タヒンの壁面彫刻にみられるように猿やコヨーテなどを描いた多彩色土器（トレス・ピコスⅠ式）や薄手で口縁部の開いた赤地黒彩（全体を赤く塗って黒い文様が付けられる）鉢などが多く見られる。後古典期の終わりごろにはベラクルス州北部からタマウリーパス州など、いわゆるワステカ人が住んでいた地方で見られる口縁部のひらいた赤地でクリーム色の文様の施された鉢が目立つようになる。

## エル・タヒンにおける球戯の意味

### 王の代替わりに伴う建設活動と球戯場
エル・タヒンの宗教、世界観を最もよく示すものは、球戯に関する儀礼の表現である。エル・タヒンに見られる球戯関連の表現はメソアメリカ全体から考えても非常に特徴的である。他地域の大規模な遺跡でも通常数か所しかない球戯場がエル・タヒンでは17ヶ所あることからもうかがわれる。その理由のひとつとして後述するように球戯自体が重要であるということのほかに、エル・タヒンの王が代替わりごとに既にある建物やプラザを「更新」した際に新たな建物以外にも球戯場を造っている様子がうかがわれる。
古典期中期には、北球戯場の一連の儀礼について刻まれた名の知られない王によって建造物4号や壁龕のピラミッドなどが造られたと考えられる。南球戯場の壁面レリーフに刻まれた王（支配者）は、南球戯場、神殿5号、球戯を観覧する建物である建造物15号といった一連の建物と建造物13号と14号で構成される球戯場を建設した。13ウサギと呼ばれる王の時代に、タヒン・チコの東側のふもとに位置する大球戯場と「円柱の館」が築かれた。建造物19号やアロヨ・グループと建造物34号と35号で構成される球戯場は、一体のものであって、古典期の終末つまり、エル・タヒンの全盛期の終わりごろに「更新」、つまり建て直されている。
エル・タヒンは、おびただしい量の石彫や建築物の浮き彫りなどに古典期ベラクルス文化における当時の宗教、イデオロギー、生活の様子など通常は形として残らない情報がみられるために非常に貴重な遺跡となっている。

### 球戯関連遺構と遺物のひろがり

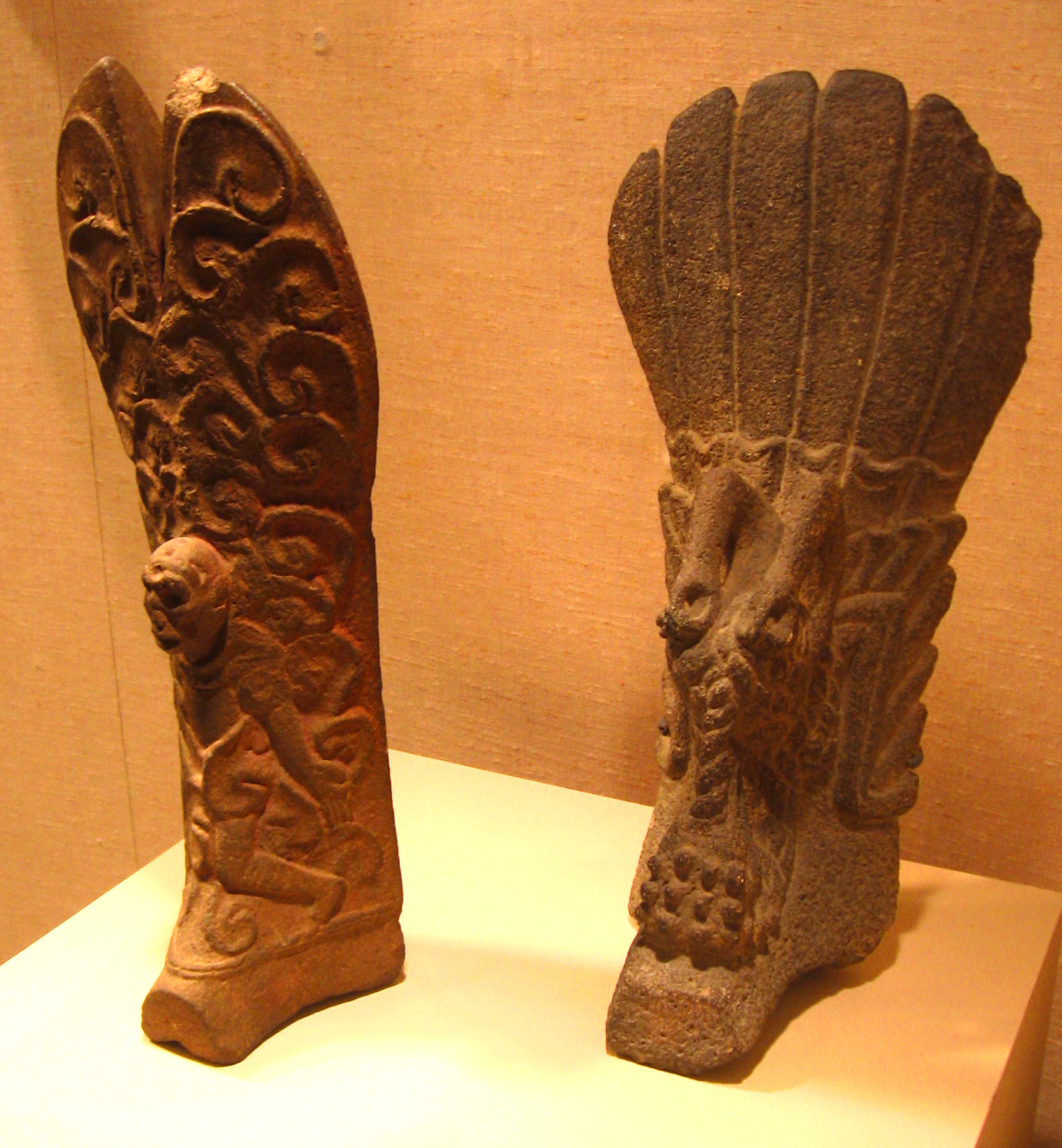
パルマ。球戯の道具で腰につける「ヨーク」の正面部分に取付けられた。コウによると七面鳥などの鳥をかたどる例が多く見られるという

エル・タヒンでみられる球戯の儀礼は、球戯場がエル・タヒンの後背地にあたる遺跡でも数十ヶ所確認されているのみならず、地理的にも広い範囲に普及していたことが、「くびき（ヨーク）」「パルマ」「アチャ（斧）」といった石彫が、メキシコ湾岸の北部や中部全体にわたって確認することができることからうかがわれる。
例えば、エル・タヒンに先行する主な湾岸の都市の一つであるエル・ピタルでも数多くの球戯場や球戯に対する信仰を示すレリーフを伴う建造物や遺物がみられる。エル・タヒン及びその近隣地や湾岸低地には、支配階級の墓の副葬品を中心におびただしい量の球戯に関連する石彫が発見されている。さらに、アメリカ南西部地方の文化圏に属するチワワ州のカサス・グランデス（パキメ）やホホカムの都市遺跡スネークタウンなどをはじめとしていくつかの遺跡に球戯場や球戯に使われた道具もみられることから、それらの遺跡の支配階層に対してエル・タヒンをはじめとしたメソアメリカの球戯のシンボリズムやイデオロギーの影響力がいかに大きかったかうかがうことができる。
このような球戯に関連する石彫は、即位儀礼をはじめとして王の権威を示す儀礼や王の死後の世界での地位を示すもので、三種の神器のような王の権威を示している。一方、エル・タヒンでは、球戯を行う際に腰につける防具をあらわす「ヨーク（Yoke,くびき）」の石彫の確認数がすくなく、建物の瓦礫の中から発見されるものなどが主になっているが、このような球戯関連の持ち運び可能なタイプの石彫が少ないのは、エル・ピタルや他のベラクルス文化の遺跡のようには、支配階層の墓についての発掘調査がすすんでいないためであろうと考えられている。

### 南球戯場のレリーフ

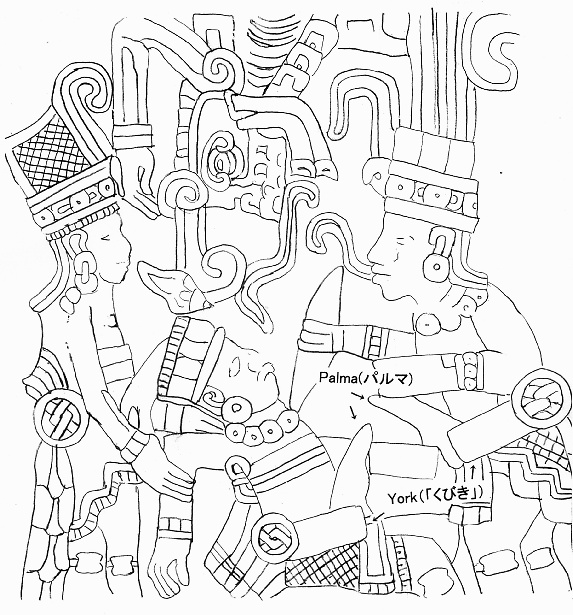
エル・タヒン南球戯場北東壁（四番目の場面）のレリーフ。いけにえにささげられる球戯者とまさにいけにえをお行おうとする球戯者の姿をした神官ないし王もヨークとパルマをつけている。いけにえにされようとする人物の上にはいけにえを受けようとする死の神（もしくは金星神）が待ち構えている。

エル・タヒンの球戯の特色と理念については、南球戯場の南北に向かい合った壁に南東隅、南西隅、北西隅、北東隅、北壁中央、南壁中央の順に6つの連続する場面を表現した壁面彫刻に表されている。

#### 第一の場面
最初の場面は、座って向かい合っている人物と左側を向いて立っている人物の3人が刻まれている。左側の人物は3本の矢か槍のようなものを持って座り、中央に立っている人物にその武器を渡すか、受け取ったかのようなしぐさをしている。右側の人物は、座って半分手を挙げるようなしぐさをしている。手のひらは中央の人物へ向けられている。ウィルカーソンは「戦争と捕虜の捕獲の準備」をしているのではと考えている。

#### 二番目の場面
次の場面は、楽器を持って向かい合った人物と鳥類に扮装した人物、中央の台に横たわった人物、骸骨か死神のような空を飛んでいる人物が刻まれている。
左側の人物は2つのマラカスのような楽器、おそらく粘土でできたsonajaと呼ばれるものを持ち、右側の人物は、棒で打ちならすタイプの打楽器、おそらく亀の甲羅を加工した木魚のようなtepenaztliとおもわれる楽器を持っている。鳥に扮装した人物は、横たわった人物の台の後ろ側に立っていると思われる。ウィルカーソンは、球戯の前に幻覚誘発剤によって幻覚状態が起こっている様子を描いているのではと考えている。

#### 三番目の場面
三番目の場面は、4人の人物と壺から姿をあらわした骸骨のような人物が刻まれている。
向かって左から2番目の人物と3番目の人物が向かい合っていて腰にヨークとパルマをつけた球戯者の姿をしている。3番目の人物は、いけにえに用いるフリントか黒曜石のナイフとおもわれるものを左手（つまり2番目の人物とは反対側の手）に振りかざすように持っている。2番目の人物は腕組みをし、2番目と3番目の人物の間には交差した腕と円形の文様があり、円形の文様は向かい合った2人の足元に刻まれている。3番目の人物の背後には、大きな耳があることから犬かジャガーと思われる頭をつけた人物が球戯場の基壇の上に片膝をついている。犬ないしジャガーの頭をした人物の背後には仕切りがあり、球形の壺から骸骨のような人物が姿をあらわしている。これは、一番目から四番目の場面に共通して現れ、死神や死の世界を表していると考えられる。ウィルカーソンは、この場面については、1986年の段階では球戯場で競技者同士が話しあう場面としている。

#### 四番目の場面
四番目の場面は、4人の人物が刻まれている。右から2人目の人物は、3番目の人物をいけにえにしようとナイフを首につきたてている。右から4番目の人物は、いけにえにされようとしている人物の腕を掴んで押えている。犠牲にされようとしている人物の上には死神、ウィルカーソンのいう金星神とおもわれる骸骨のような人物が待ち構えている。ウィルカーソンは右から一番目の人物は、雨の神ではないかと考える。

#### 五番目の場面
五番目の場面には、4人の人物が刻まれ、一番左端の人物は、右腕に丸い壺をかかえ、蛇のように曲がった杖とまっすぐな棒を持ち肩飾りをつけた雨神と思われる人物を見上げると同時に、チャクモールのように仰向けで膝を曲げた人物を指差している。チャクモール様の人物はプルケ酒のはいった巨大なプール、おそらくometecomatlと呼ばれるプルケ酒の醸造槽に蓋がされた上に横たわっている。雨神の後ろには、「風の宝石」(ehecatlocaxcatl) の飾りを付けた風の神がいて、両者は、醸造槽のある神殿の屋根の上に座っている。この醸造槽のわきには地下世界の名称を表すリュウゼツランと山を表現する絵文字ないし判じ絵がある。これについて、ウィルカーソンは、年代記作者サアグンがいう伝説上の「あわの山」であると考える。
この場面全体は、月を表す絵文字、というより判じ絵をふくんだ縦の文様帯で左右を区切られ、その外には大腿骨をあらわす判じ絵を含んだ文様帯があり、さらにその外側には金星を表す絵文字ないし判じ絵を含んだ文様帯が両脇にある。上のほうにはプルケ酒の神の顔が中央に刻まれ、胴体が二体分顔を対象に寝そべって片足を上に挙げた姿勢で刻まれている。プルケ酒の神の顔は二人の人物が横顔を突き合わせたようにも見える。プルケ酒の神が刻まれた文様帯はその次の場面にもみられる。その代わり、これまでの4つの場面で左右どちらかに刻まれていた地下世界と死神を表現した部分が最後の二つの場面にはみられない。

#### 六番目の場面
六番目の場面でもプルケ酒の醸造槽のある神殿が中央に刻まれている。屋根の上にはウィルカーソンが風の神と考える丸い盾をもった人物が座っている。醸造槽の中には、魚のようなヘルメット若しくはかぶり物をした人物がすわっている。醸造槽の脇には雨の神が股をひらいてしゃがんでいる。雨の神の上にはウサギの頭をもった人物が空を飛んでおり、ウィルカーソンは月であると考える。雨の神は、自らのペニスに棒のようなものを突き刺し、あたかも魚のかぶり物をした人物の顔に向かって、血か精液を振りかけているように見える。
この血か精液と考えられる液体がプルケ酒に変わると考えられ、言い換えれば雨神の自己犠牲によってプルケ酒が生み出されると考えられていた。球戯はメソアメリカに古くから伝わるものであったが、エル・タヒンでは、金星がよいの明星のあとに9日間現れないことがあり、それは、神々が天界で行っている球戯で、金星が負けるために現れなくなると考えられていた。その後、金星が明けの明星として再び現れるためには地下世界にいる金星の神を元気づけるために生贄を捧げる必要があると考えられ、そのためにはプルケ酒の神に嘆願するのがよいと考えられていた。
そのため、五番目のように雨と風の神のいる地下世界にいけにえをおくると同時にプルケ酒を求める場面が刻まれたと考えられる。
実際に球戯がおこなわれたことをあらわす1番目から4番目の場面は、戦争、捕虜の獲得、生贄という行為と同様に金星が天球上同じ位置にくる584日の会合周期に従って行われたと思われる。エル・タヒンの支配者は、戦争、捕虜の獲得、生贄という行為をマヤの諸都市国家が金星の動きをみて戦争を行ったように、他の支配階層に属する人物を球戯者として捕らえて犠牲に捧げることによって自分の地位を誇示するとともに軍事的な威信を高めたと考えられる。

### 球戯が表現するもの及びそのほかのエル・タヒンにみられる球戯関連の遺構

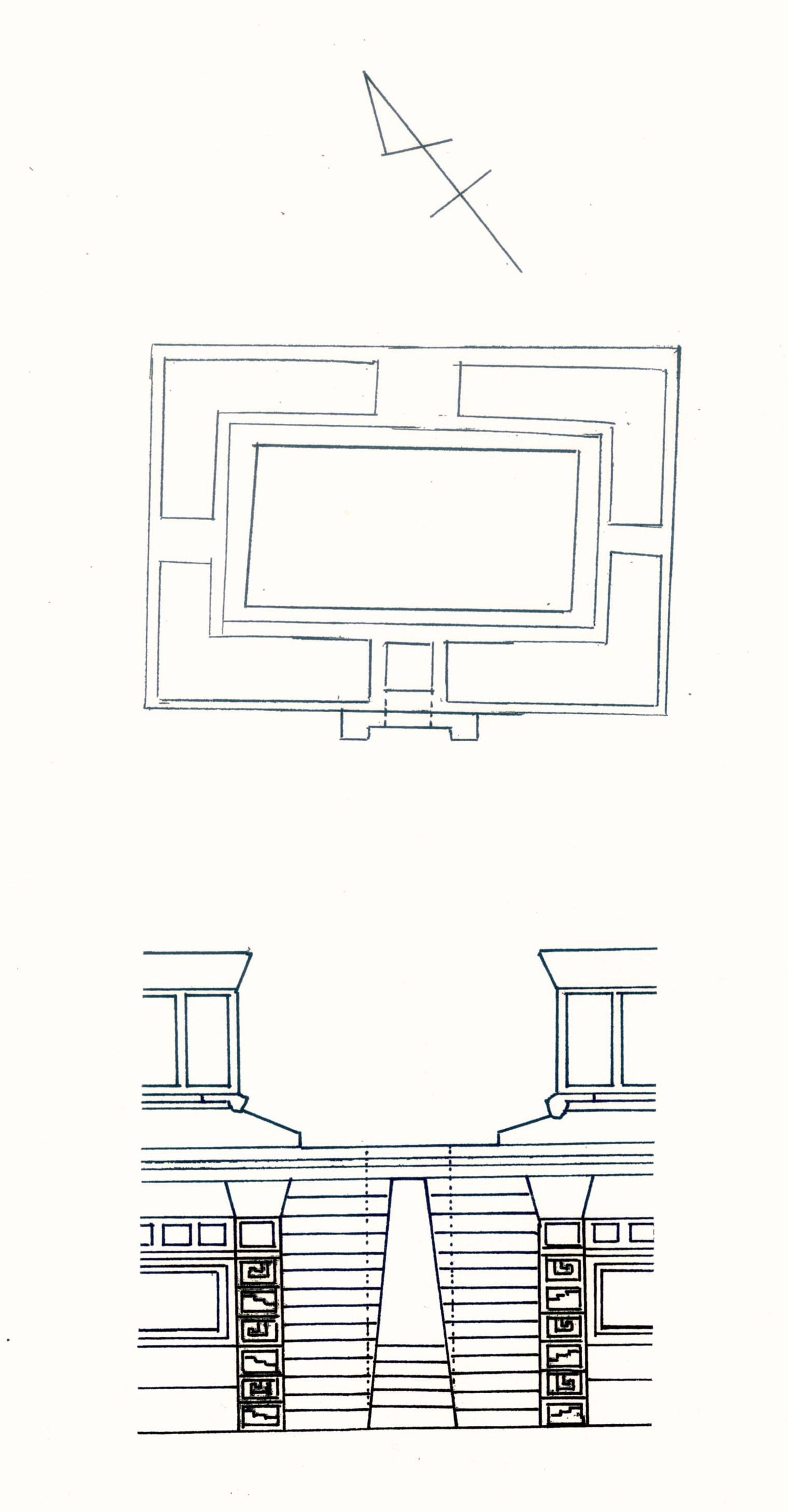
タヒン・チコの宮殿Aの正面の飾り階段とアーチを伴って内部に入る階段

エル・タヒンの人々は、球戯場で神々の役を演じながら球戯をおこなうことによって神々と接触し、交流することができると考えていたようである。たとえば、腰の上部につけるための木製の見事な彫刻の刻まれた防具である「ヨーク（くびき）」は、しばしば地下世界に住む怪物を描いている場合があり地下世界の入り口、すなわち死の世界の入り口を象徴していると考えられ、「アチャ（斧）」は斬首された頭を表現し、「パルマ」は儀式における犠牲を表していると考えられていて、球戯には、神々の神聖さと自分たちの世界、世俗性、死という犠牲の代わりにもたらされる恵みといった二元的な観念が連続するものという思想があった。エル・タヒンをはじめとするメソアメリカの球戯は、基本的には球戯をおこなって片方のチームの球戯者をいけにえにささげることによって、神々のすむ世界と宇宙の秩序が維持され、それによってトウモロコシをはじめとする作物の収穫が保障され、そのことは同時に自分たちの繁栄に直結するものと受け止められていた。
興味深いのはタヒン・チコの宮殿Aは、中央部に建物を囲む二階建ての建物に囲まれているが、その正面には急であるために上ることが不可能な飾りの階段がある。その階段の真ん中はくりぬかれ、持ち送り式アーチになっており、ゆるやかな階段が設けられて一階部分に入れるようになっている。二階部分は四隅に『　』状に造られ、『　がそれぞれの向かい合う部分先端部分はゆるやかなスロープが設けられあたかもちいさな球戯場のようになっている。前述したゆるやかな階段は、その小さな「球戯場」の真下にくる仕組みになっている。その階段は、球戯を行った場合と同じように地下世界への通路の象徴になっていて、それを通ることが神々との交流を行う神聖な行為になるように造られているとかんがえられる。建造物4号で発見された銘板はもともと壁龕のピラミッドに伴うものであると推定され、王統の継承などの儀礼を行う際に、絡み合った蛇によって表されるゴールマーカーであるtlaxmalacatlなどさまざまな球戯のシンボルを用いたり、プルケ酒の甕を用いることが必要だったことを示している可能性がある。
即位儀礼の様子と考えられるものは、断片的ではあるが北の球戯場の壁面パネルに刻まれ、球戯マーカーの前で王が即位する様子と推定されるものが描かれていると考えられる。時期的には古典期中期の様式と思われる。「円柱の館」 (Building of the Columms) には古典期終末期の王が球戯場の床近くで身分の高い人物だったと思われる捕虜を犠牲に捧げている様子が描かれている。一つか二つくらいしか球戯場がない他のメソアメリカの都市とは異なり、エル・タヒンの球戯は、王権や宇宙観や宗教的なイデオロギーの中心的な役割をもっていたために、球戯場はエル・タヒンという都市自体の宗教や設計思想の中心的な位置をしめていた。

## 世界遺産

### 登録基準
この世界遺産は世界遺産登録基準のうち、以下の条件を満たし、登録された（以下の基準は世界遺産センター公表の登録基準からの翻訳、引用である）。
- (3) 現存するまたは消滅した文化的伝統または文明の、唯一のまたは少なくとも稀な証拠。
- (4) 人類の歴史上重要な時代を例証する建築様式、建築物群、技術の集積または景観の優れた例。